# Grazia Varisco
Grazia Varisco (* 5. Oktober 1937 in Mailand, Italien) ist eine italienische Künstlerin und Hochschullehrerin.

## Leben und Werk
Varisco besuchte das Liceo artistico und studierte von 1956 bis 1960 bei dem Freskomaler Achille Funi an der Accademia di Belle Arti di Brera in Mailand. Ihre Mitstudenten Giovanni Anceschi, Davide Boriani, Gianni Colombo und Gabriele Vecchi gründeten 1959 die Künstlergruppe Gruppo T, die sich vor allem der kinetischen Kunst widmete, und der sie 1960 beitrat.
Sie präsentierte 1962 ihr erstes motorbetriebenes lichtkinetisches Werk in den Verkaufsräumen der Mailänder Schreibmaschinenfirma Olivetti im Rahmen der Ausstellung Arte programmata. Arte cinetica, opere moltiplicate, opera aperta. Bereits während ihres Studiums an der Accademia di Belle Arti di Brera entstanden Materialbilder, in denen sie sich mit Licht- und Schattenwirkungen auf unterschiedlichen Oberflächen beschäftigte. Sie realisierte einen aufwendigen Objektkasten mit beweglichen Elementen und Leuchtmitteln dank einer Förderung durch Olivetti.
1969 stellte sie in der Galerie von Arturo Schwarz in Mailand die Dilatazione spazio-temporale di un percorso  aus, bei der ein Scheinwerfer sich langsam über eine ansonsten völlig dunkle Umgebung drehte. Im selben Jahr wurde sie zur Manifestation Campo urbano eingeladen, wo sie die große Installation Dilatazione spazio-temporale di un percorso als direkte Intervention auf den Straßen der Stadt präsentierte.
Mitte der sechziger Jahre setzte Varisco ihre Experimente und Ausstellungen individuell fort und arbeitete sowie als Grafikdesignerin für das Ufficio Sviluppo im Kaufhaus La Rinascente in Mailand, für die Zeitschrift Abitare, für die Designfirma Kartell und für Piano Intercomunale Mailand. 1969 und 1973 besuchte sie die USA für einen einjährigen Aufenthalt.
Sie nahm 1979 einen Lehrauftrag für Grafik und visuelle Kommunikation an der Società Umanitaria und am Istituto Europeo di Design in Mailand wahr. Von 1981 bis 2007 lehrte sie an der Accademia di Belle Arti di Brera als Dozentin und ab 1984 als Lehrstuhlinhaberin für Wahrnehmungs- und Gestaltungstheorie.
Varisco gilt neben Edna Andrade, Bridget Riley und Vera Molnár als eine der wenigen Künstlerinnen der Op-Art-Bewegung. Ihre Werke befinden sich in Museen sowie in öffentlichen und privaten Sammlungen in Italien und im Ausland, unter anderem in der Galleria Nazional d’Arte Moderna in Rom, im Museum of Modern Art in New York, im Museo del Novecento in Mailand.
Varisco lebt und arbeitet in Mailand.

## Ehrungen
- 2018 wurde ihr der höchste italienische Wissenschafts- und Kulturpreis, der Antonio-Feltrinelli-Preis verliehen.

## Ausstellungen (Auswahl)
- 1961: Bewogen Beweging. Stedelijk Museum, Amsterdam
- 1964: Nouvelle Tendance. MAD, Paris
- 1973: Biennale di Venezia
- 1977: Rationale Konzepte. Gelsenkirchen
- 1987: Galleria Sagittaria, Pordenone
- 1999: Quadriennale di Roma
- 1998: Lo spazio ridefinito. Villa Borromeo, Senago
- 1999: Force Fields: Phases of the Kinetic. MAC, Barcelona
- 2004: Beyond Geometry. LACMA, Los Angeles
- 2005: Galleria Peccolo, Livorno
- 2006: Die Neuen Tendenzen. Museum für konkrete Kunst, Ingolstadt
- 2007: Op Art, Schirn Kunsthalle Frankfurt
- 2012: Ghosts in the Machine. New Museum, New York
- 2014: Galerie Volker Diehl in Berlin
- 2016: Eye Attack. Louisiana Museum of Modern Art
- 2018: Bagnolo di Lonigo, Villa Pisano
- 2023: Biennale di Venezia[3]